# Loučky (Liberec)
Loučky è un comune della Repubblica Ceca facente parte del distretto di Semily, nella regione di Liberec.